# 廣州詠春拳
廣州是咏春拳的一大重鎮，與佛山及香港齊名。廣州詠春拳的推動單位為廣州市武術協會詠春拳會，成立於1989年，目前是廣州市武術協會所屬18個拳會之一。

## 歷史
有關詠春拳的傳承歷史，每個支系都不同。但由於多數人比較少接觸廣州詠春，故在此簡略交代廣州詠春拳之傳承。詠春拳由福建莆田南少林，少林庵五枚師太所創。五枚後來傳苗順，再傳嚴二。嚴二再傳其女嚴詠春，之後由嚴詠春傳其夫婿梁博濤。因梁本身鍾情粵劇，經常觀賞紅船戲班瓊花會館的演出而結識了黃華寶、梁二娣、陸錦(俗稱“大花面錦“)、及高佬忠。以武會友因而將詠春拳傳授予上述四位。黄、梁二人後來傳梁贊(即陳華順及葉問一系); 陸錦後傳馮少青及霍保全; 霍保全則傳拳于阮奇山(阮亦有一段時間於名捕頭馮少青晚年時期習拳)。阮奇山後傳岑能。岑能本是另一詠春拳師張保的弟子，後來阮奇山見他天分高，經張保引薦後便收為徒弟。岑能在1948年到廣州開設醫館及武館，將阮奇山所授之功夫發揚光大。岑能宗師於1989年創立了 “廣州詠春拳會“，及後被稱為“廣州詠春拳之父“。現時岑能詠春的傳人也遍布世界各地。

## 套路
廣州詠春拳的套路有十二散式、小練頭、沉橋、標指、六點半棍、雙飛蝴蝶奪命刀及木人樁，另外，岑能獨有一套腎氣歸元內氣功。
阮奇山> 岑能> 岑枝所傳的詠春拳同樣有小念頭、尋橋、標指、木人樁法、六點半棍及二字拑陽刀等招式和套路，但其手法和勁力卻極具特色。例如在拳形上，廣州詠春有獨龍拳、偏身拳，以及拉馬箭拳等，與其他支流有着明顯分別。而最獨特之處在於勁力運用方面，廣州詠春強調要逐步將拳打松，令全身六個大主要關節(即踝、膝、腰、膊、肘、腕)都可以隨時開合，肌肉放鬆而拳頭到最後一刻才握緊，這樣才能夠讓拳快速有力，此為“鬆勁“。在手法上，廣州詠春亦有專為搏擊，從各套路及樁法中抽取精要而編制的“十二散式“。 拳理中，首要基本講求放鬆，不與對方鬥力。當整體放鬆，身手步才能更靈活巧妙，反擊的角度和落點才能更精准。獨有的知覺訓練，訓練學者感應對手橋手上力流變動而作出反應。有了黐手近身攻防的能力後，學習者才會進級去練習離橋搏擊。另外更有獨特方法針對出拳的穿透性，集中性，抓住對手的指力腕力，以及橋手尺寸與韌性的器具訓練。從各種基礎上培養功力。